# Crinodendron patagua
Crinodendron patagua, és una espècie d'arbust sempreverd de la família de les eleocarpàcies, endèmica de Xile. Es distribueix des dels 33° a 36° de latitud sud, V a VII regió i fins als 1200 metres sobre el nivell del mar. Les seves fulles són simples, de forma oblonga amb la vora serrada. Produeix flors blanques, amb corol·la acampanada de cinc pètals. El seu fruit és una càpsula. És un arbust lenyós de creixement ràpid, que ocasionalment pot créixer fins a 10 m d'altura, però amb creixement lent pot aconseguir els 30 m d'altura.

## Usos i cultiu
Les seves flors són de gran importància melífera. El taní contingut en la seva escorça s'utilitza per a curtir pells. La seva fusta té usos en moble. És fàcil de conrear, pot ser plantat per llavors i tolera les gelades. És un arbust lenyós o arbre de creixement ràpid. Ha estat exitosament introduït com ornamental a Califòrnia, Irlanda del Nord, sud de Nova Zelanda i algunes parts d'Anglaterra. En els països de parla anglesa es coneix com a Lily of the valley tree, que significa arbre lliri de la vall.